# Christopher Smart
 (novembre 2016).
Si vous disposez d'ouvrages ou d'articles de référence ou si vous connaissez des sites web de qualité traitant du thème abordé ici, merci de compléter l'article en donnant les références utiles à sa vérifiabilité et en les liant à la section « Notes et références ».
Pour les articles homonymes, voir Smart (homonymie).
Christopher Smart, né le 11 avril 1722 à Shipbourne et mort le 21 mai 1771  à la prison de King's Bench, est un poète anglais. Ami de Samuel Johnson et de Henry Fielding qui le surnommaient « Kit », il est surtout connu pour deux de ses œuvres, A Song to David et surtout Jubilate Agno (1759-1763), un long poème religieux. Il les écrivit alors qu'il vivait dans l'une des « petites maisons » de Bethnal Green, l'asile psychiatrique de Londres, où il était enfermé pour des troubles mentaux dus à son alcoolisme.
Le Jubilate Agno (en) (« Réjouissez-vous en l'Agneau ») est un immense poème de plusieurs centaines de pages, écrit tout entier à la gloire de Dieu, que Smart a voulu célébrer à travers l'ensemble de sa Création. Christopher Smart était un fervent anglican. Ce texte ne fut publié qu'en 1939 et devint alors fort célèbre en Grande-Bretagne, d'abord pour la cantate qu'il inspira à Sir Benjamin Britten, Rejoice in the Lamb (en) (op. 30, 1943), et en raison du passage consacré à son chat Jeoffry et qui commence par ces mots : For I will consider my cat Jeoffry...